# Lucius Cornelius Scipio (consul in 259 v.Chr.)

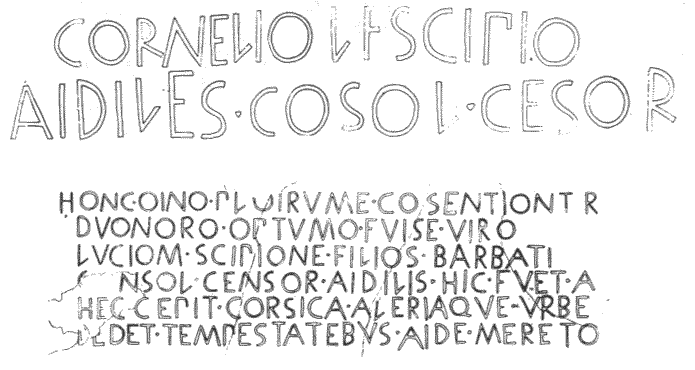
Transcriptie van het Elogium op het graf van Scipio

Lucius Cornelius Scipio was een lid van de grote gens Cornelia en een van de eerste Scipiones, de beroemdste tak van de gens. Hij was de zoon van Lucius Cornelius Scipio Barbatus.
Noch voor 259 v.Chr. was hij aedilis curulis. In 259 v.Chr. was hij consul. Als opperbevelhebber in de Eerste Punische Oorlog veroverde hij de havenstad Aléria op Corsica en nam Sardinia in to aan het door de Carthagers dapper verdedigde Olbia als snel helemaan in. Na de Romeinse overwinning werd ter ere van hem een triomftocht gehouden, zoals we kunnen afleiden uit de Fasti Triumphales. In 258 v.Chr. werd hij dan censor. Hij wijdde in die hoedanigheid een tempel in de buurt van de Porta Capena aan de Romeinse stormgodin Tempestas, daar zijn vloot in de oorlog van stormen verschoont bleef. Hier bleven een inscriptie van zijn carrière bewaard.
Op zijn graf is het oudste poëtische Elogium van de Scipiones hun graven bewaard, in dewelke echter niet zijn triomftocht vermeld wordt.